# Gloria Rivas
Gloria Rivas Gómez – kolumbijska zapaśniczka w stylu wolnym. Brązowy medal na mistrzostwach panamerykańskich w 2009. Złota medalistka na igrzyskach Ameryki Południowej w 2010 roku.